# みるくSHAKE!
『みるくSHAKE!』（みるくシェイク!）は、恵月ひまわりによる日本の漫画作品。
『なかよし』（講談社）にて2001年1月号から2002年7月号まで連載された。全18話。そのほか、同誌2001年8月号増刊『なつやすみランド』と同2002年1月号増刊『ふゆやすみランド』に番外編が掲載された。単行本は同社の講談社コミックスなかよしより全3巻。

## あらすじ
手芸が好きな主人公・みるくは、あるきっかけで自分の店を開くことになった。店名は、Cuteなみるく・Coolなウメ・Crazyなジルから名付けた「C3（シーキューブ）」。夢をかなえるために、みるくは様々な苦難に立ち向かっていく……。

## 登場人物
胡桃野みるく
主人公。手芸が大好きな女の子。13歳の中学生ながら、その腕前はかなりのもの。泣き虫な面もあるが、素直で明るい性格。
橘宙也
橘物産の御曹司。みるくのことを牛乳と呼んでいる。みるくと一緒に店を始め、何かとサポートしてくれる。
真行寺ウメ
みるくの先輩で、一緒に店を始めた中学生。クイズ番組で1000万円とるほどの大秀才。
桃園ジル
みるくの先輩で、ウメと同じく、一緒に店を始めた中学生。モデルをしている、セクシーな美少女。
天童あにま
ニューヨークからやってきた少年。みるくを高く評価している。
薔薇宮ベリー
みるくの店の隣に「フランボワーズ」という店を出した少女。自信過剰で、みるくを見下す発言を繰り返すが、宙也のことで嫉妬しているためでもあり、内心では実力を認めている。
尾藤
ベリーの秘書。何かとベリーに振り回され、苦労することが多い。
伊賀大斗
俳優。ウメの憧れの人。多忙な合間を縫って、会計担当のウメに助言してくれる。
松井レナ
ブランド「デペッシュ・モード」のチーフ。みるくと同じ13歳だが、名の知れた天才デザイナー。サバサバした性格で、何事にも全力投球している。
滝口姉妹
神戸のブランド「アン・ドゥ・トロワ」のデザイナー。ブランド名の通り、3人姉妹であり、モデルは作者の友人と妹たち。
孫尚香
香港のブランド「謝々」のデザイナー。風水での占いや下調べを念入りにする慎重派で、潔い少女。
潤間桜子
青森のブランド「BABY・BLUE」のデザイナー。眼鏡をかけた気弱な少女で、みるくに純粋に憧れている。地方の小さなブランドデザイナーだったが、本当はベリーに「モンスター」と言われるほどの天才少女。

## 書誌情報
- 恵月ひまわり 『みるくSHAKE!』 講談社〈講談社コミックスなかよし〉、全3巻
  1. 2001年7月6日第1刷発行、ISBN 4-06-178966-X[1]
  2. 2002年2月6日第1刷発行、ISBN 4-06-178983-X[2]

- 1. 2002年9月6日第1刷発行、ISBN 4-06-178998-8[3]